# 大松礁 (佛羅里達州)
大松礁（英語：Big Pine Key）是位於美國佛羅里達州門羅縣的一個人口普查指定地區。

## 地理
大松礁的座標為24°40′12″N 81°21′14″W / 24.67000°N 81.35389°W，而該地最高點為海拔高度1米（即3英尺）。

## 人口
根據2010年美國人口普查的數據，大松礁的面積為15.80平方千米，當中陸地面積為15.30平方千米，而水域面積為0.50平方千米。當地共有人口5032人，而人口密度為每平方千米318人。